# Kim Yong-dae
Kim Yong-dae (hangul: 김용대), född 11 oktober 1979 i Miryang, är en sydkoreansk fotbollsmålvakt. Han spelar för FC Seoul i K League Classic. Tidigare spelade han för Busan IPark, Seongnam Ilhwa Chunma, Gwangju Sangmu och för Sydkoreas landslag. Han har varit med och vunnit tre inhemska ligatitlar.